# Stylops valerianae
Stylops valerianae  (лат.) — вид веерокрылых насекомых рода Stylops из семейства Stylopidae. Япония (Хоккайдо).
Длина цефалоторакса от 1,04 до 1,10 мм, максимальная ширина от 1,08 до 1,15 мм; интермандибулярное расстояние 0,14 мм. Характеризуется субпентагональной формой цефалоторакса с округлыми углами и широкими мандибулами; рот поперечный.
Паразиты пчёл вида Andrena (Hohndrena) valeriana (Andrena, Andrenidae). Близок к виду Stylops giganteus, обнаруженному в Европе на пчёлах Andrena (Melandrena) thoracica и Andrena (Zonandrena) soror.
Вид был впервые описан в 1985 году японскими энтомологами Тэйдзи Кифунэ (Kifune Teiji; Department of Parasitology, School of Medicine, Университет Фукуоки, Фукуока) и Ёсихиро Хирасимой (Yoshihiro Hirashima; Entomological Laboratory, Faculty of Agriculture, Университет Кюсю, Фукуока, Япония) и именован по видовому названию пчелы-хозяина.